# Huber von Mauer

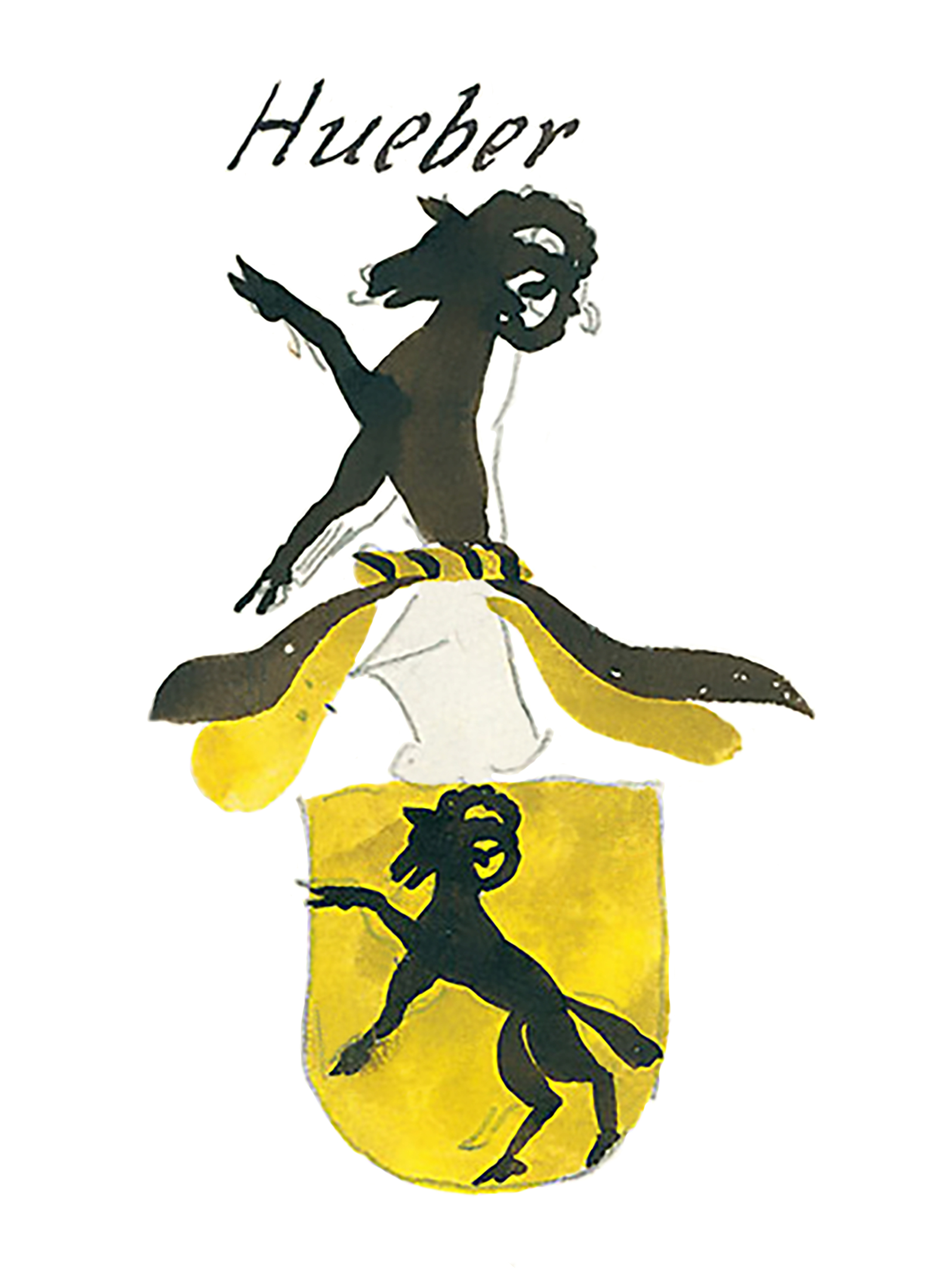
Stammwappen der Hueber von 1584

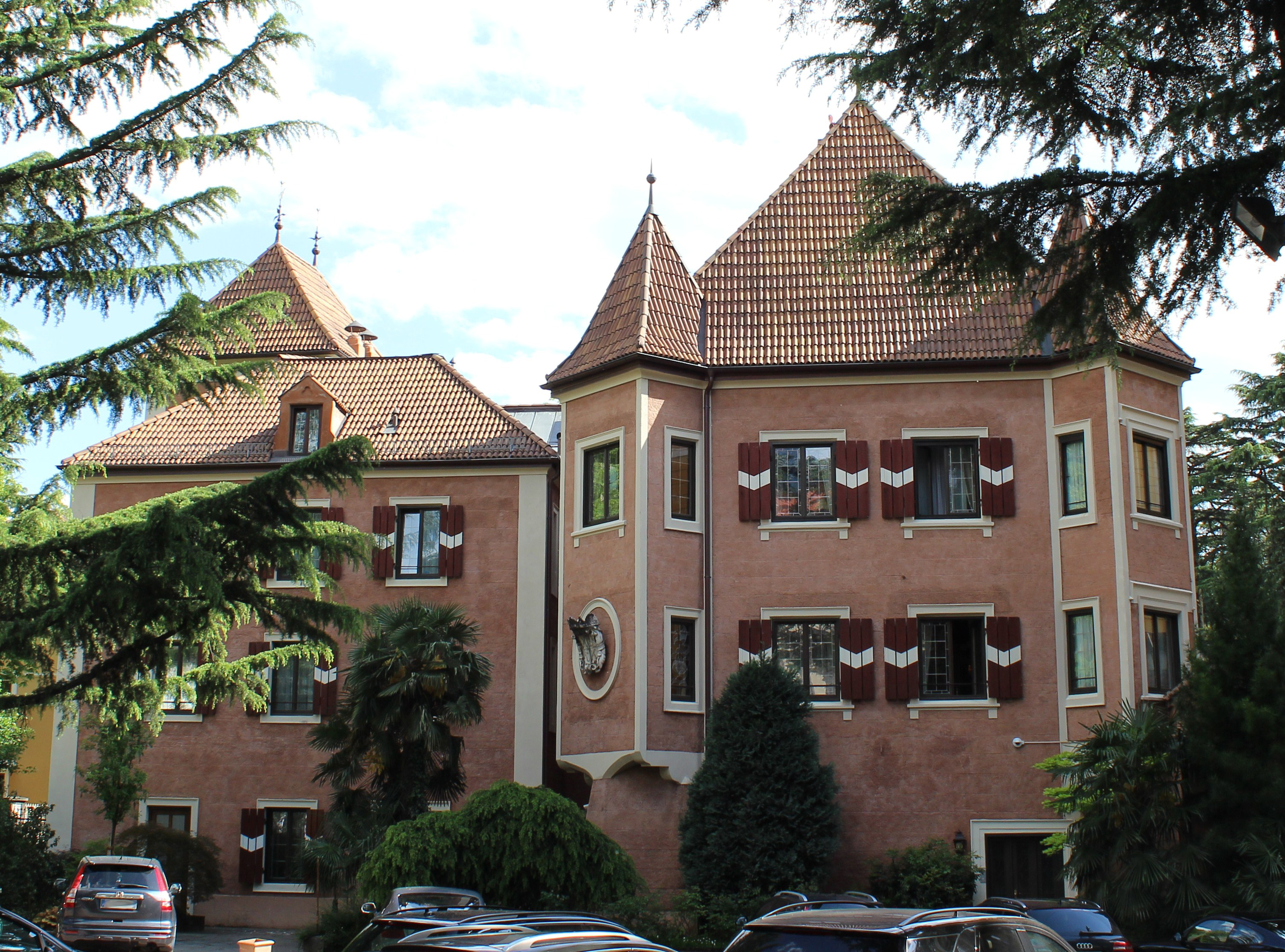
Schloss Maur

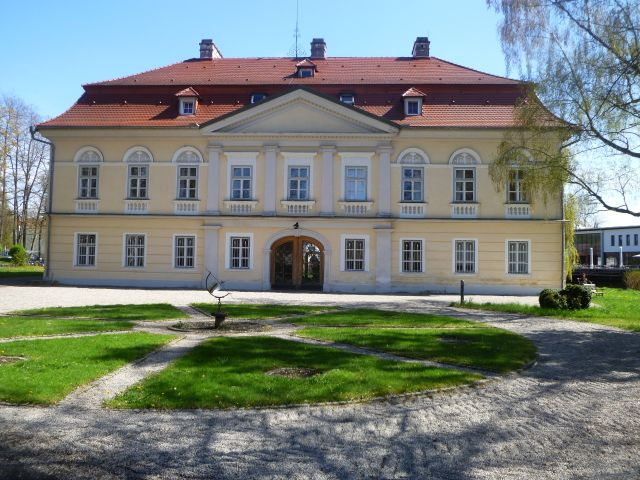
Schloss Bogenhofen

Hu(e)ber von Mau(e)r (alternative Schreibweisen von Hueber zu Maurn bzw. Hueber von und zu Maur) ist der Name eines österreichischen und bayerischen briefadligen Geschlechts. Ein Zweig erhielt am 1. April 1699 den erbländisch-österreichischen Freiherrenstand sowie 1810 die Eintragung in die Freiherrenklasse der Adelsmatrikel des Königreiches Bayern. Während die Freiherrenlinie in Bayern 1825 im Mannesstamm vollständig erloschen ist, blühte die einfache Adelslinie in Österreich noch Ende des 19. Jahrhunderts. Die Familie ist von zahlreichen anderen Adelsgeschlechtern mit Namen Hu(e)ber zu unterscheiden, zu denen weder eine Stamm- noch Wappenverwandtschaft bestand.

## Geschichte
Der Familienname Huber leitet sich von dem Beruf Bauer ab, der eine Hube Ackerland besaß. 1548 erlangte der Bürger von Bruneck Caspar Hueber von Kaiser Karl V. einen Wappenbrief. Sein Sohn Christoph Hueber († 1576) war Wirt am Weißen Lamm in Bruneck. Am 9. Oktober 1584 erhob der Tiroler Landesfürst Erzherzog Ferdinand II. die Brüder Caspar und Bartholomäus Hueber mit dem Prädikat „von Mauer“ nach dem gleichnamigen vor Meran beim Spital gelegenen Ansitz, in den erbländisch-österreichischen Adelsstand, verlieh ihnen die Adelsfreiheit und eine Wappenbesserung. Der Edelsitz Maur gehörte 1510 den Niederthor, danach den Baumgartner zu Maur und seit 1580 den Hueber. Bartholomäus Hueber fungierte 1580 als Landschreiber zu Bozen sowie 1615 als Rat Kaiser Mathias und Kellermeister zu Meran. Kaiser Leopold I. erteilte am 1. April 1699 dem Enkel von Bartholomäus, dem Forstmeister Johann Franz von Hueber zu Mauer in den erbländisch-österreichischen Freiherrenstand. Des letzteren Sohn, war der Hofkammerrat zu Innsbruck Gottfried Freiherr von Huber. Dessen Sohn Franz Philipp Gottfried Hueber Freiherr von und zu Maur wirkte als kurpfälzischer Geheimrat, Kämmerer, Hofratspräsident und oberster Mundschenk im Herzogtum Pfalz-Neuburg. Wilhelm Adam Florian Johann Nepomuk von Huber zu Maurn (* 5. Mai 1730) erscheint mit seinen Gütern, den Hofmarken Pogenhofen und Stern, sowie dem Edelsitz Schweigertsreith im Innviertel in den Einlagebüchern der oberösterreichischen Landtafel.
Die Freiherrenlinie ist mit dem königlich-bayerischen Kämmerer und Major Alexander Freiherr von Hueber zu Mauer († 21. April 1825), Herr auf Mauer, Seiboldsdorf und Pogenhofen erloschen. Dieser erhielt am 25. Januar 1810 die Eintragung in die Freiherrenklasse der königlich-bayerischen Adelsmatrikel. Erben waren zu gleichen Teilen Sophie Larron de Val, geb. Freiin Huber von Maurn, Franziska Freiin Huber von Maurn und Philipp Ferdinand Freiherr von Riesenfels, dem Neffe des letzten Freiherren, während Schloss Mauer in Tirol die von Mamming an sich brachten.

## Standeserhebungen
- 1548: kaiserlicher Wappenbrief
- 9. Oktober 1584: erbländisch-österreichischer Adelsstand
- 1626: Tiroler Landsmannschaft
- 1. April 1699: erbländisch-österreichischer und Reichsfreiherrenstand
- 25. Januar 1810: Freiherrenklasse in der königlich-bayerischen Adelsmatrikel[7]

## Wappen
Blasonierung: 
- Stammwappen: in Gold ein steigender schwarzer Widder, Stechhelm mit schwarz-goldenem Helmwulst, darauf der wachsende schwarze Widder, Helmdecken schwarz-Gold.
- Wappen geviert, 1 und 4 in Gold der schwarze Widder (Stammwappen); 2 und 3 in Silber schrägrechts eine rote Rose, Bügelhelm mit Helmwulst, Helmkrone und zwei Büffelhörnern, schwarz-Gold und weiß-rot, Helmdecken ebenso weiß-rot und schwarz-Gold.

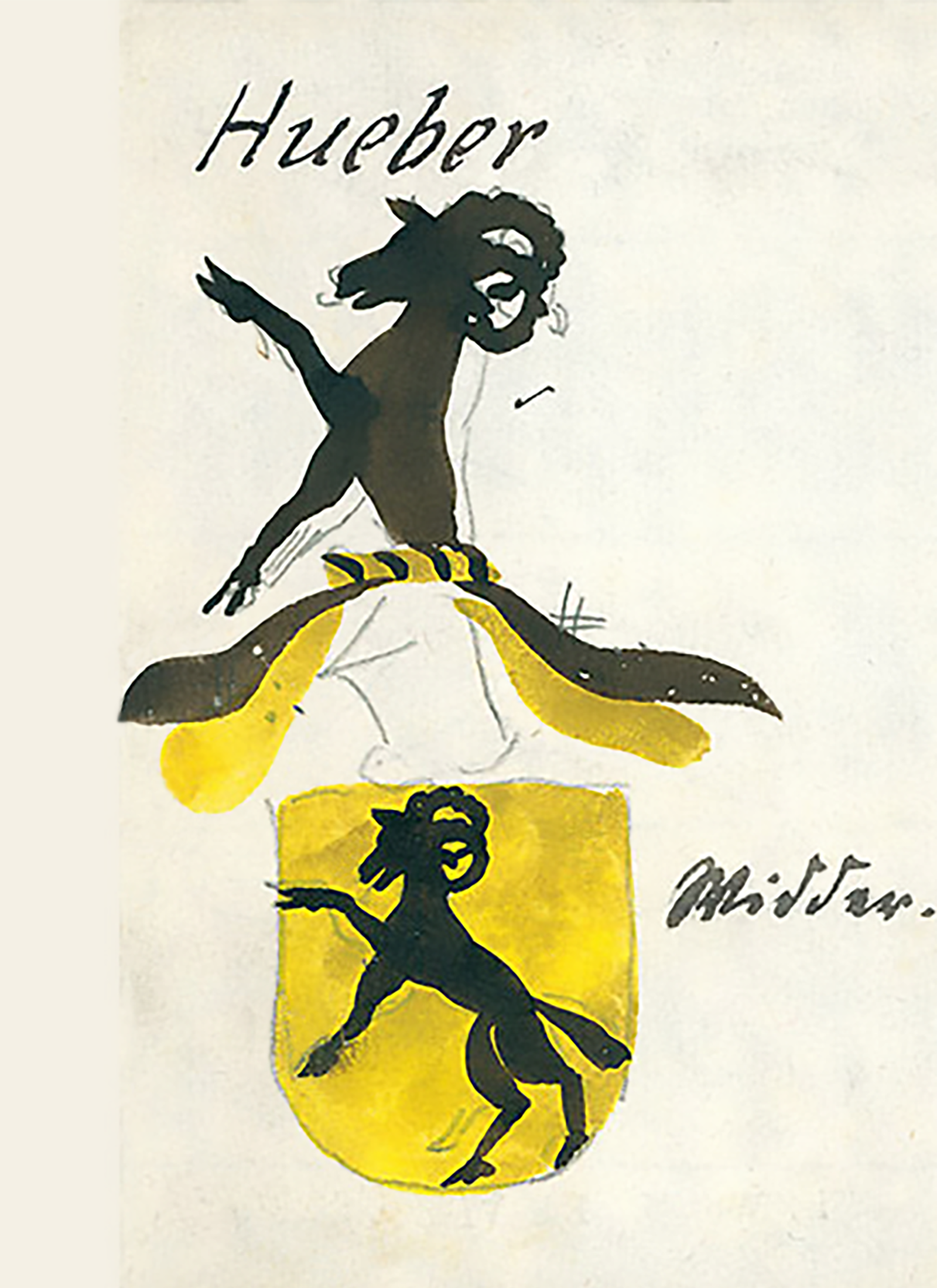
Wappen des Caspar Hueber von 1584
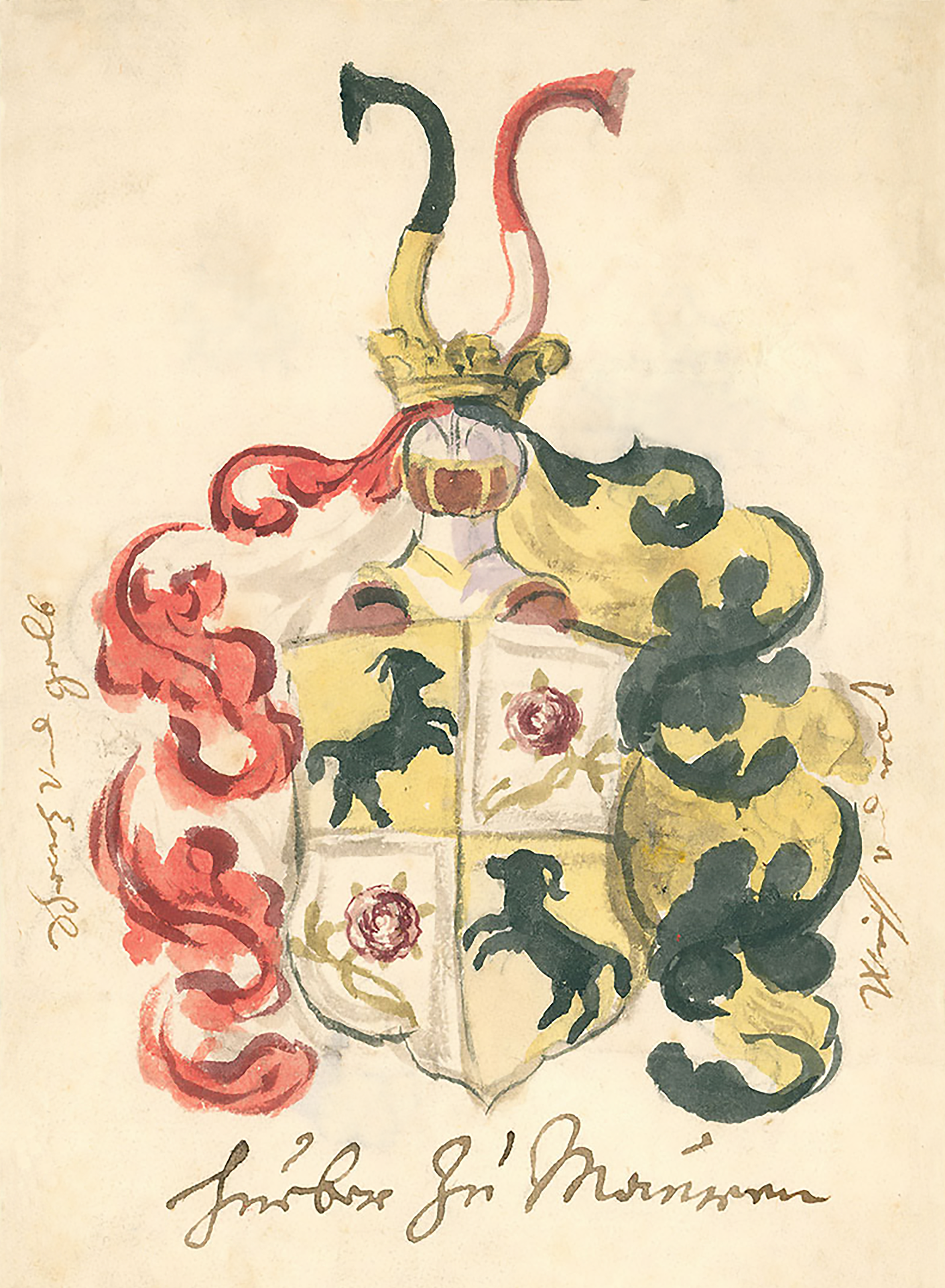
Wappen Huber von Maurn, auch Hueber
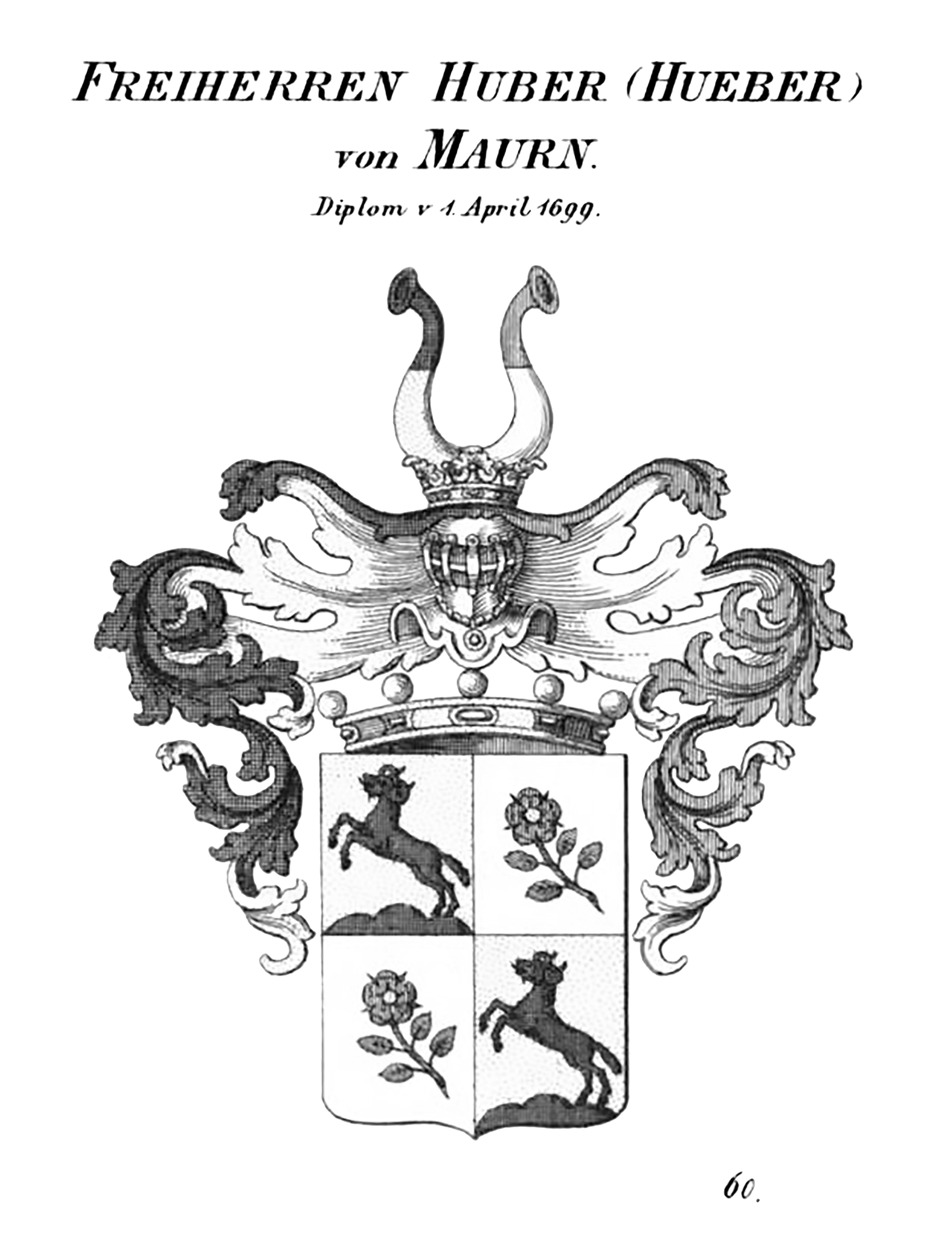
Wappen der Freiherren Huber von Maurn nach Konrad Tyroff

## Genealogie (Auswahl)

### Hauptlinie
1. Caspar Hueber, Bürger zu Bruneck, 1548 kaiserlicher Wappenbrief
  1. Christoph Hueber († 1576), Wirt am Weißen Lamm in Bruneck, ⚭ Felicitas Söll[8]
    1. Caspar Hueber, ⚭ Katharina Atzwanger
    2. Bartholomäus Hueber, 1580 Landschreiber zu Bozen, 1615 kaiserlicher Rat und Landschreiber zu Meran, ⚭ Maria Sojer von Saja
      1. Benedikt Hueber von und zu Maur, ⚭ Ursula Kraus von Sala
        1. Johann Franz Hueber von und zu Maur, Forstmeister in Tirol, 1699 Freiherrenstand, ⚭ Margaretha Freiin Planta von Wildenberg
          1. Gottfried Freiherr von Hueber, Hofkammerrat zu Innsbruck, ⚭ Johanna Magdalena Franziska Gräfin Mohr
            1. Franz Philipp Gottfried Huber Freiherr von und zu Maurn, kurpfälzischer Geheimrat, Kämmerer, Hofratspräsident, oberster Mundschenk, ⚭ Christine Anges Gräfin von Seiboldsdorf
              1. Wilhelm Adam Florian Johann Nepomuk Freiherr von Hueber (* 5. Mai 1730 in Neuburg an der Donau), ⚭ 1758 Maria Anselma Alexandrine Franziska Josefa Walburga Crescentia Freiin Reichlin von Meldegg
                1. Alexander Maria Karl Ferdinand Freiherr von Hueber, Herr auf Mauer, königlich-bayerischer Kämmerer und Major († 21. April 1825 in Burghausen)

    3. Christoph Hueber, ⚭ Anna Maria Paumgarten von Mauer[9]

### Seitenlinie
1. Josef Edler von Hueber zu Mauer († 1847 in Linz), k. k. Oberpostverwalter in Linz, ⚭ 1.) Maria Anna Katharina Fritsch (* 24. Mai 1774 in Bregenz; † 1. Mai 1825 ebenda), ⚭ 2.) Maria Theresia Walcher (* 1791 in Bregenz; † 12. September 1878)
  1. Eduard Edler von Hueber zu Mauer (* 1800 in Bregenz; † 1863), k. k. Postverwalter in Salzburg,  ⚭ 1.) Anna Reiner, ⚭ 2.) Crescentia Stirner
    1. Alexander Edler von Hueber zu Mauer (* 24. April 1829), Kaufmann in Vorkloster bei Bregenz, ⚭ Anna Hilbert (* 24. Januar 1829)
      1. Alexander von Hueber zu Mauer (* 13. März 1860)
      2. Eduard von Hueber zu Mauer (* 18. Juli 1861)
      3. Anna von Hueber zu Mauer (* 29. Dezember 1862)

    2. Wilhelm von Hueber zu Mauer (* 15. Mai 1831 in Verona), Magister in Hohenems, ⚭ 25. Mai 1861 Babette Feßler (* 1. August 1828)
      1. Wilhelm von Hueber zu Mauer (* 11. August 1861 in Hohenems)
      2. Maria von Hueber zu Mauer (* 18. Februar 1865 in Hohenems)
      3. Anna von Hueber zu Mauer (* 16. März 1869 in Hohenems)

    3. Fidel von Hueber zu Mauer (* 1834), k. k. Staatsanwalt in Wiener Neustadt, ⚭ Louise Nicolatoni
      1. Adolf von Hueber zu Mauer (* 29. September 1871)
      2. Antonie von Hueber zu Mauer (* 25. März 1873)
      3. Karl von Hueber zu Mauer (* 10. März 1875)

    4. Benedikt von Hueber zu Mauer, k. k. Telegraphenbeamter in Bregenz, ⚭ 9. Februar 1874 Maria Genovefa Haßler († 5. Februar 1876 in Bregenz)
      1. Katharina Genovefa von Hueber zu Mauer (* 28. Dezember 1874)
      2. Maria Genovefa von Hueber zu Mauer (* 18. Dezember 1875; † 19. Juni 1876)

  2. Josef von Hueber zu Mauer, k. k. Bezirkshauptmann in Ried, Oberösterreich
  3. Alexander von Hueber zu Mauer, k. k. Hauptmann a. D. in Salzburg[10]